# يراحي (إيران)
اليراحي أو تشمران (كما تطلق عليها السلطات الحكومية) هي مدينة إيرانية تقع في القسم المركزي من مقاطعة معشور في محافظة خوزستان. حسب إحصاءات المركز الرسمي للإحصاءات الإيرانية في 2006 كان يسكن شمران 18519 شخص.